# Mines de charbon du pays de Galles

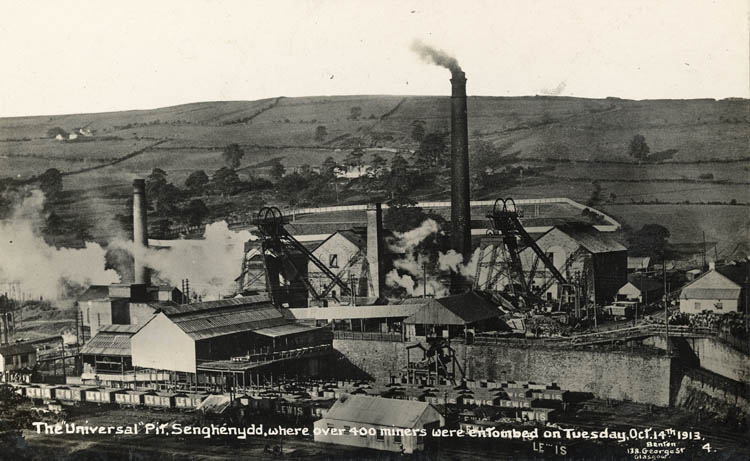
Site de Senghenydd, où un grave accident eut lieu en octobre 1913.

L'existence de mines de charbon du pays de Galles est attestée dès le XIIIe siècle, mais le démarrage de la production à grande échelle fut plus tardif, en raison de difficultés de transport propre au pays de Galles. L'expansion ne fut vraiment spectaculaire qu'à la toute fin du XVIIIe siècle, une fois ces obstacles vaincus.

## Historique
Le bassin minier du nord du pays de Galles, le long de la rivière Dee, servait sous le régime des Tudor à approvisionner l'Irlande par bateau. Il profitera le premier des aménagements de rivière en Angleterre. L'installation d'une fonderie de cuivre et plomb à Treffynnon, dans le nord, à l'embouchure de la rivière Dee, canalisée au sud de Chester après 1732, puis prolongée par le canal d'Ellesmere nécessite du charbon. Thomas William emploie 1 200 ouvriers dans ses fonderies de cuivre de l'île d'Anglesey, à la pointe nord-est, détenant sa propre flotte de navires et construisant des matériaux pour les flottes françaises, hollandaises et espagnoles.
Au sud, où les gisements se révélèrent encore plus importants, l'écrivain et député conservateur Sir Humphrey Mackworth (Jan 1657-1727) sera l'un des premiers entrepreneurs du charbon britannique et un des animateurs de la Société pour la promotion de la connaissance chrétienne, littéralement fascinée par le pouvoir de l'écrit, qui finance des écoles au pays de Galles. En 1686, il épouse Mary Evans de Neath où il émigre et hérite des terres à charbon de Sir Herbert Evans de Gnoll, qu'il rentabilise par des fonderies de cuivre et de plomb, en profitant du Mines Royal Act de 1689 puis fusionne avec les riches gisements découverts près de Gorredan par Sir Carbery Pryce, dans le Cardiganshire.
Sir Humphrey Mackworth construisit des bennes sur des rails de bois et obtint des concessions pour sa Company of Mine Adventures en 1704. Elle fit faillite en 1709 à la suite d'une enquête sur son financement puis fut relancée en 1713, après l'arrivée au pouvoir des conservateurs, sous le nom de Company of Mineral Manufacturers.
Swansea, principal port d'extraction du charbon gallois, expédie 0,15 million de tonnes de charbon en 1793 contre seulement 1800 tonnes en 1745. R. J. Nevil et John Vivian ouvrirent des fonderies de cuivre en 1805 et 1810 près de Swansea, qui augmentent les besoins de charbon. La plupart des mines se trouvaient dans les vallées de Merthyre et d'Aberdare et c'est surtout dans la deuxième partie du XIXe siècle que la production monte en puissance.

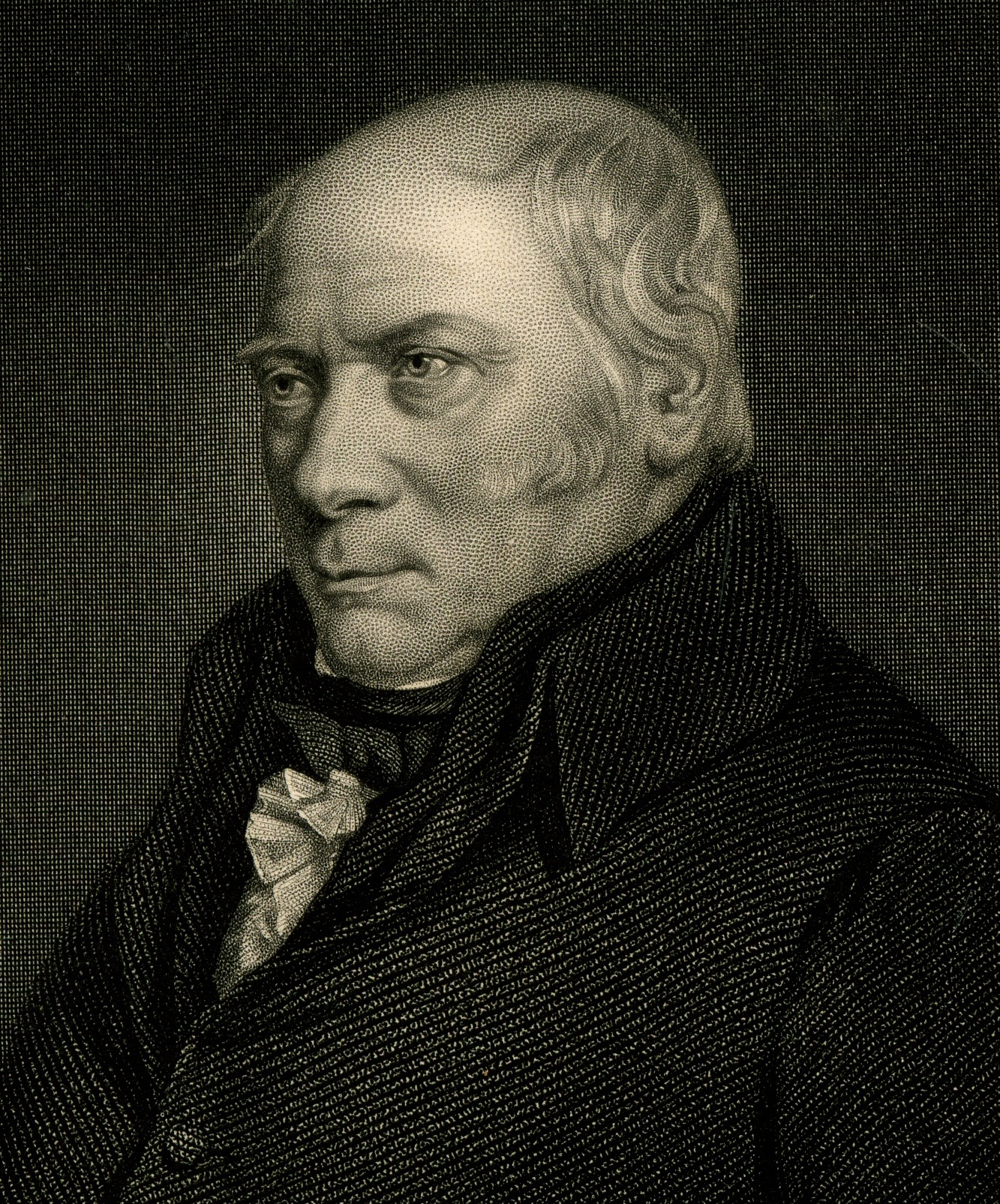
William Smith (1769-1839).

La région doit la meilleure connaissance de son sous-sol à un autodidacte, investi dans la construction de canaux: William Smith (1769-1839), souvent considéré comme premier géologue britannique, qui établit des correspondances entre les pièces de sa collection de fossiles et les roches qui les entouraient, un stage dans une mine de charbon lui donnant l’intuition de la stratigraphie, par l'étude des fossiles stratigraphiques, base de la biostratigraphie. Pendant près de vingt ans, à pied ou à dos de mule, il parcourut l’Angleterre et le pays de Galles, pour achever en 1815 la carte géologique à l'origine d'une bonne partie du vocabulaire minier. Ce travail coïncide avec le rapport de 1815 de la commission royale d’enquête sur le travail des enfants dans les mines, qui retrouve la trace des wailer (enfant de moins de treize ans triant les scories sur les wagons de charbon). Il est précédé par la constitution en 1807 de la Geological Society et la carte du bassin parisien tracée par Georges Cuvier et Alexandre Brongniart en 1808.
John Crichton-Stuart (1793-1848), 2e marquis de Bute et magistrat de la ville de Cardiff, développa le port et joua un rôle important dans le développement économique du sud gallois en achetant de nombreuses terres et en encourageant le commerce du charbon. Ses revenus firent de lui un des aristocrates les plus fortunés de Grande-Bretagne.
Le total de la production galloise est de 8,7 millions en 1855 et passe en un demi-siècle à 43,9 millions de tonnes en 1905. Vers 1913, plus de 250 000 mineurs gallois produisaient plus de 57 000 tonnes de charbon au pays de Galles et Cardiff était devenu le plus gros port de charbon du monde.
Cette croissance fait passer en quelques décennies la population galloise de 0,5 à 2 millions d'habitants provoquant la surpopulation des étroites vallées du Sud de la région où le fer et le charbon sont souvent les seules industries. Le pays de Galles a aujourd'hui son Musée national du charbon de Big Pit.
En octobre 1913 a lieu la catastrophe minière de Senghenydd (en) qui fait 439 morts, et qui reste le plus grave accident minier du Royaume-Uni à ce jour.